# Niedersächsisches Wörterbuch
Das Niedersächsische Wörterbuch ist eines der großlandschaftlichen Wörterbücher des Niederdeutschen und erfasst den Wortschatz der Dialekte der heutigen Bundesländer Niedersachsen und Bremen.
Dialektgeographisch betrifft es im niedersächsischen Dialektraum den nordniedersächsischen sowie die ostfälischen und westfälischen Dialektverbände. Die mitteldeutsche Sprachinsel im Oberharz und das Mitteldeutsche im Süden des Kreises Göttingen bleiben, wie das Ostfriesische des Saterlandes im Nordwesten des Landkreises Cloppenburg, unberücksichtigt.

## Charakteristik
Das Niedersächsischen Wörterbuch ist ein alphabetisch geordnetes Bedeutungswörterbuch. Die ursprüngliche Konzeption eines der Volkstumsforschung dienenden Wörterbuchs ist seit der Wiederaufnahme der Arbeiten nach dem Krieg zugunsten einer dialektologisch-lexikologischen Konzeption aufgegeben worden. Demnach geht es jetzt um ein synchron orientiertes Dialektwörterbuch, das den dialektalen Wortschatz des Bearbeitungsgebietes von der Mitte des 18. Jahrhunderts bis zur Gegenwart alphabetisch geordnet aufführt, die Bedeutungen nennt, die Verbreitung mit Angaben von allgemein bis selten angibt und grammatische Informationen mitteilt.
Eine systematische Ergänzung des Archivs ist seit Publikationsbeginn kein Wörterbuchziel mehr (wohl aber Aufgabe des aus dem Wörterbucharchiv hervorgehenden Niedersächsischen Dialektarchivs). Auf die lemmatische Berücksichtigung von Namen wird seit dem 3. Band verzichtet, in Bestandteilen von festen Wendungen und Redensarten werden sie aber vermeldet. Nach der Veränderung der Konzeption des in Münster bearbeiteten Westfälischen Wörterbuchs ist das Nds. Wb. das einzige auf Vollständigkeit in der Darstellung des dialektalen Wortschatzes im westniederdeutschen Raum abzielende Wörterbuch.
Erarbeitet wird das Niedersächsische Wörterbuch seit 1935 an der Georg-August-Universität Göttingen, seit 1973 am dortigen Institut für Historische Landesforschung.